# New York Radical Feminists
New York Radical Feminists (NYRF) (en español: «Feministas Radicales de Nueva York») fue un grupo feminista radical estadounidense fundado por Shulamith Firestone y Anne Koedt en 1969, después de haber dejado Redstockings y The Feminists, respectivamente.

## Historia
El deseo de Firestone y Koedt de iniciar este nuevo grupo fue apoyado por el artículo de Village Voice en 1969 de Vivian Gornick, The Next Great Moment in History is Theirs («El próximo gran momento en la historia es suyo»). Al final de este ensayo, se anunció la formación del grupo e incluyó una dirección de contacto y un número de teléfono, lo que despertó un considerable interés nacional por parte de las posibles miembros. NYRF se organizó en pequeñas células o «brigadas» que llevaban el nombre de feministas notables del pasado; Koedt y Firestone lideraron la Brigada Stanton-Anthony.
La filosofía central de NYRF era la idea de que los hombres mantenían conscientemente el poder sobre las mujeres para fortalecer sus egos, y que las mujeres internalizaban su subordinación al disminuir sus egos. Este análisis representó el rechazo a las otras dos teorías que prevalecían en ese momento sobre la subordinación de las mujeres: «Pro-Woman Line» de Redstockings, que enfatizaba la subordinación de las mujeres por parte de los hombres y las adaptaciones deliberadas de las mujeres a esa realidad, y la teoría de The Feminists que planteaba la subordinación de las mujeres arraigada en el juego inconsciente de los roles de género interiorizados.
Shulamith Firestone y Anne Koedt dejaron el grupo en 1970 por desacuerdos sobre la organización y el liderazgo con otras facciones de NYRF. No obstante, el grupo continuó activo a mediados de la década de 1970. Sus actividades incluyeron la celebración de una reunión mensual de sensibilización, la publicación de un boletín periódico y el mantenimiento de una oficina de contacto. NYRF también organizó una serie de conferencias y charlas públicas durante los primeros años de la década de 1970 sobre temas como violación, abuso sexual, prostitución, matrimonio, lesbianismo, maternidad, ilegitimidad, clase y trabajo. Florence Rush presentó The Freudian Coverup en su presentación The Sexual Abuse of Children: A Feminist Point of View («El abuso sexual de niños: un punto de vista feminista»), sobre el abuso sexual infantil y el incesto, en la Conferencia sobre Violación de NYRF celebrada en abril de 1971. El artículo de Rush fue en ese momento el primer desafío a las teorías freudianas de los niños como seductores de adultos en lugar de víctimas de la explotación sexual y de poder de los adultos.
En 1982, NYRF fue incluido entre los grupos firmantes de un folleto producido por la «Coalición para una Sexualidad Feminista y Contra el Sadomasoquismo», una coalición ad hoc creada por Women Against Pornography («Mujeres Contra la Pornografía») para protestar contra la Conferencia de Barnard.